# ねないこだれだ
『ねないこだれだ』は、絵本作家・せなけいこ作の絵本。初版は1969年。以来、順調に版を重ね、2015年で累計売上268万部を記録している。現在も福音館書店から発売中のロングセラー絵本である。

## ストーリー
夜遅くまで起きていると、表紙にも描かれている「お化け」が子どもをさらいにきて、空の彼方まで連れて飛んで行ってしまう。
絵はすべて「ちぎり絵」で表現され、それが独特のタッチをかもし出している。少々怖い結末で終わる話だが、絵柄の妙ともあいまって不思議な読後感を植えつけられる作品である。
夜遅くまで起きている子どもを寝かしつけるための「しつけのための本」と位置付けられやすい絵本であるが、作者自身は2016年に刊行された自著で、しつけのために書いた本ではなく、「怖いけど、かわいい」「息子が友達になれるおばけを、描いてみよう」という気持ちだったと明かしている。

## 出版
作者のせなは幼少時、しつけ絵本の性格を持つ『もじゃもじゃペーター』に親しんでいた。当初日本語訳は出版されていなかったが、後に日本語訳が出版されると、暗誦できるようになるほど熟読した。
後に結婚し子供が生まれたせなが、当時3歳の息子のため、ディック・ブルーナの絵本の続編として自作した絵本を福音館書店の編集者に見せたところ、もっと作るようにと励まされる。この時代、子供向けの絵本には静かな雰囲気のものが多かったが、現実の子供はだだをこね、喧嘩もするのだから、そういった子供を出した方が子供の共感を得られるのではないか、と考えたせなは、『いやだいやだの絵本』として4冊の絵本を書いた。『ねないこだれだ』はその4冊目にあたる。本作の特徴となっているお化けは、『ゲゲゲの鬼太郎』に熱中する息子に喜ばれるものを、と考えて登場させたものである。こうして作られた『いやだいやだの絵本』は1969年に出版された。
21世紀を迎えて、同書は新たな展開を見せた。2003年には「せなけいこビデオ絵本シリーズ」として同書を原作としたDVDが発売されたほか、翌年には英語版の書籍も出版された。またふたば☆ちゃんねるでは、夜になってもなかなか寝ようとしない掲示板住民（=「ねないこ」）たちを牽制・揶揄する意味で、この絵本の表紙に描かれているお化けのキャラクターを用いたコラージュ画像がアップロードされた。それを見て面白がった他のユーザーが、一斉にこのお化けを題材にしたコラージュ・パロディ画像を作成し始め、ウェブ上ではふたば☆ちゃんねる発の一大ムーブメントにまで発展した。また、そこでアップロードされた画像を納めた『保管庫』なども存在する。

## せなけいこお化け登場作品
- おばけのてんぷら
- おばけなんてないさ
- めがねうさぎ
- くずかごおばけ
- おふろにいれて
- はやおきおばけ
- うみぼうずがでる
- クリスマスのおばけ
- きれいなはこ